# HD16004
HD16004 — хімічно пекулярна зоря спектрального класу B9, що має видиму зоряну величину в смузі V приблизно 6,3.
Вона  розташована на відстані близько 580,3 світлових років від Сонця.

## Пекулярний хімічний вміст
Зоряна атмосфера GSC2836-1871 має підвищений вміст Hg  й відповідно належить до підкласу HgMn зір.